# Mango Hans
Mango Hans (im Alter auch Hans Thal; * um 1713 in Urvaste, Livland; † 30. Junijul. / 11. Juli 1780greg. ebenda) war ein estnischer Prediger,  Literat und Übersetzer. Er förderte die Tätigkeit der Herrnhuter in Livland.

## Leben
Mango Hans war spätestens seit 1737 Lehrer und ab 1758 Küster an der Kirchengemeinde im livländischen Urvaste (deutsch Urbs). Er war eng mit dem Wirken der Herrnhuter Brüdergemeine verbunden.
Mangos Heimatort Urvaste war im 18. Jahrhundert vor allem durch das Wirken Johann Christian Quandts (des Älteren) und Mangos Schwiegervater Adam Koljo, eines der Glaubenszentren der Brüdergemeine auf dem Gebiet des heutigen Estland. Sie wurde 1740 als erste vollwertige Herrnhuter Gemeinde in Südestland mit 140 Mitgliedern offizialisiert. Mango Hans und seine Frau hatten führende Stellungen in der Gemeinde inne.
1743 verboten die zaristischen Behörden allerdings die Abhaltung der Herrnhuter Gebetsstunden. Die Gemeinde wurde im Untergrund fortgeführt.

## Werk
Mango Hans übersetzte pietistische Schriften vom Deutschen ins Südestnische. Hierzu gehören das Werk Vier Bücher vom wahren Christentum des Theologen Johann Arndt (1555–1621), etwa sechzig Herrnhuter Kirchenlieder sowie weitere Herrnhuter Schriften. Sie wurden als Handschriften unter der estnischsprachigen Landbevölkerung weitergereicht. Gedruckte Schriften von Mango Hans sind nicht überliefert.
Daneben war Mango Hans auch als Buchillustrator bekannt.